# Maera westwoodi
Maera westwoodi är en kräftdjursart. Maera westwoodi ingår i släktet Maera och familjen Melitidae. Inga underarter finns listade i Catalogue of Life.